# SeaBIOS
SeaBIOS (ранее известный как «legacybios») — open source  - реализация 16-битного x86 BIOS. SeaBIOS может запускаться на эмуляторах или работать непосредственно на x86 - аппаратном обеспечении с помощью coreboot. Он работает на 386 или более поздних с минимум 1 MB оперативной памяти.
SeaBIOS — это BIOS по умолчанию для QEMU и KVM виртуальных машин, также может быть использован в эмуляторе Bochs.
SeaBIOS был тестирован со следующими загрузчиками: GNU GRUB, LILO, Syslinux, Microsoft Windows, Linux, FreeDOS, FreeBSD, NetBSD и OpenBSD.
Для сборки используется GNU toolchain.
Доступ к меню выбора загрузочного устройства осуществляется по кнопке F12.
SeaBIOS поддерживает APM 1.2, EDD 3.0 (INT 13H расширения), SMBIOS 2.4, MultiProcessor Specification и BBS. Нет поддержки ESCD и xHCI (USB 3.0).

## Сравнение
|                              | AwardBIOS     | AMIBIOS       | Insyde        | SeaBIOS       |
| ---------------------------- | ------------- | ------------- | ------------- | ------------- |
| Лицензия                     | Проприетарная | Проприетарная | Проприетарная | LGPL v3       |
| 32-bit PCI BIOS calls        | Неизвестно    | Неизвестно    | Неизвестно    | Да            |
| AHCI                         | Да            | Да            | Неизвестно    | Да            |
| APM                          | Да            | Да            | Да (1.2)      | Да (1.2)      |
| BBS                          | Да            | Да            | Да            | Да            |
| Загрузочное меню             | Да            | Да            | Да            | Да            |
| Сжатие                       | Да (LHA)      | Да (LHA)      | Да (RLE)      | Да (LZMA)     |
| CMOS                         | Да            | Да            | Да            | Да            |
| EDD                          | Да            | Да            | Да            | Да (3.0)      |
| ESCD                         | Да            | Да            | Неизвестно    | Нет           |
| Flash from ROM               | Неизвестно    | Да            | Неизвестно    | Нет           |
| Язык                         | Ассемблер     | Ассемблер     | Ассемблер     | Си, Ассемблер |
| LBA                          | Да (48)       | Да (48)       | Да            | Да (48)       |
| MultiProcessor Specification | Да            | Да            | Да            | Да            |
| Option ROM                   | Да            | Да            | Да            | Да            |
| Пароль                       | Да            | Да            | Да            | Нет           |
| PMM                          | Неизвестно    | Да            | Неизвестно    | Да            |
| Setup screen                 | Да            | Да            | Да            | Нет           |
| SMBIOS                       | Да            | Да            | Да            | Да (2.4)      |
| Splash screen                | Да            | Да (PCX)      | Да            | Да (BMP, JPG) |
| USB booting                  | Да            | Да            | Да            | Да            |
| USB hub                      | Неизвестно    | Неизвестно    | Неизвестно    | Да            |
| USB клавиатура               | Да            | Да            | Да            | Да            |
| USB мышь                     | Да            | Да            | Да            | Да            |

## Возможности
- Графический загрузочный экран (JPEG и BMP).
- Поддержка USB клавиатур и мышей.
- Поддержка загрузки с USB флешки.
- Загрузка с помощью USB Attached SCSI.
- Support for 32-bit PCI BIOS calls.
- ATA DMA and bus mastering support.
- AHCI controllers support.
- Поддержка интерфейсов USB UHCI, OHCI и EHCI host controller.
- Поддержка систем с нескольким  VGA картами.
- Загрузочное меню, которое разрешает загрузку с любого диска или CD-ROM (El Torito).
- Вызовы BIOS Boot Specification (BBS).
- Перезагрузка по нажатию Control-Alt-Delete.
- Dynamic e820 map generation.
- Logical block addressing (LBA) 48-bit.
- POST Memory Manager (PMM).
- Paravirtualization, Xen HVM, Virtio.
- Полезные нагрузки (сжатые с помощью LZMA).
- VESA BIOS Extensions (VBE) 3.0.
- PCI Firmware Specification v3.0.
- SeaBIOS as a CSM for UEFI. OVMF
- Virtual machine host notification of paravirtualized guests which panic via the pvpanic driver.